# NGC 6473
NGC 6473 ist ein einzelner Stern im Sternbild Drache (Rektaszension: 17:46:54.0; Deklination: +57:18:30). Er wurde am 22. Juli 1886 von Lewis A. Swift bei einer Beobachtung von NGC 6474 irrtümlich für eine weitere Galaxie gehalten und erlangte so einen Eintrag in den Katalog.
Swifts Notizen aus der Nacht vom 22. Juli 1886 („eeF, S, R, s of 2“ für NGC 6473, „eF, pS, R; 3 sts in a line near and 3 others in a line point to it; e diff; n of 2“ für NGC 6474) verweisen auf zwei unterschiedliche Objekte und sind zudem zu unterschiedlich, um trotz nahezu identischer Positionsangaben die gleiche Galaxie zu beschreiben. Die Annahme einiger moderner Kataloge, die mit NGC 6473 auf NGC 6474 verweisen, ist daher abzulehnen.